# 刘权 (汉赵)
刘权（?—?），中国五胡十六国漢國皇族。新兴（今山西省忻州）匈奴人。刘聪子。
嘉平二年（312年），十月，汉国皇帝刘聪封自己的儿子刘敷为渤海王，刘骥为济南王，刘鸾为燕王，刘鸿为楚王，刘劢为齐王，刘权为秦王，刘操为魏王，刘持为赵王。刘权其后事迹不详，刘聪死后，刘聪的儿子多被刘粲和靳准杀害。

## 资料来源
- 《资治通鉴》晋纪